# 宣允祉
宣 允祉（せん いんし 朝鮮語: 선윤지）は、中国明の学者であり、朝鮮氏族の宝城宣氏の始祖である。
中国明から学士として洪武15年に使命を奉じて、高麗に帰化した。王禑時代に湖南按廉使として、全羅道の海岸地方を侵攻する倭寇を掃討しる功績を挙げて、民を安定させた。高麗が亡びる時に官職を捨てて宝城に隠居した。死後、五忠祠に葬られたが、1830年に（純祖30）に宣允祉に対して賜額が下賜された。